# Борисоглєбський навчальний авіаційний центр підготовки льотного складу
Борисоглєбський навчальний авіаційний центр підготовки льотного складу ім. Чкалова — навчальний заклад для підготовки пілотів (СРСР, РФ), розташований у російському Борисоглєбську.

## Історія
1922 — заснована 2-я військова школа льотчиків Червоного Повітряного флоту для підготовки льотчиків-винищувачів, льотчиків-розвідників і льотчиків-бомбардувальників.
1933 — рішенням ЦВК СРСР училищу було вручено почесний червоний прапор.
З 28 грудня 1938 — училищу присвоєно ім. Чкалова.
1943 — училище евакуйоване до Троїцька Челябінської області.
15 квітня 1943 — училище нагороджено орденом Леніна.
1969 — перейменовано на Борисоглєбське вище військове авіаційне училище льотчиків ім. Чкалова.
1990 — перейменовано на Борисоглєбський навчальний авіаційний центр підготовки льотного складу ім. Чкалова.
З 1992 року по 1999 рік — філія Воронезького військового інженерного авіаційного інституту.
З 2010 року — Навчальний авіаційний центр підготовки льотного складу фронтової бомбардувальної та штурмової авіації ім. В. П. Чкалова.
З 2012 року — Борисоглєбська навчальна авіаційна база ВУНЦ ВПС «ВПА».
За часів Росії на базі центру ЗС РФ готувала пілотів, що брали участь у атаках на Україну під час російсько-української війни. 9 квітня 2024 року в приміщеннях центру сталося кілька вибухів внаслідок влучання двох невідомих дронів. Перший дрон врізався вночі у фасад будівлі 4-му поверсі, за годину туди ж влучив другий. Згодом стало відомо, що ця атака була організована ГУР МО України.

## Відомі випускники
- 1939: Алелюхін Олексій Васильович — двічі Герой Радянського Союзу[3]